# Miguel Ibarrola González
Miguel de Ibarrola y González, de la Gorbea y Fernández de Cuevas (Madrid, 19 de julio de 1776 –Madrid, 17 de enero de 1848), , III marqués de Zambrano, fue un militar y político español, senador vitalicio (1845-1848), Caballero de la Real y Militar Orden de San Hermenegildo, Mariscal de Campo de los Reales Ejércitos, Gobernador militar de Tarragona y Subdelegado de Rentas.

## Biografía
Hijo de Francisco de Ibarrola y de Gorbea, marqués de Zambrano, del Consejo de Castilla, y de Paula Petronila González y Fernández de Cuevas. Obtiene en 1792 el grado de capitán en el Regimiento de Húsares de Villaviciosa luchando en las guerras contra la Convención francesa. Casa con Isabel de Mollinedo y de Cáceres, de noble familia castellana, y después, ya como teniente coronel, participa en la guerra con Portugal y, como coronel de Húsares, en la Guerra de la Independencia combatiendo en Cataluña. Tras la guerra es Comandante militar de Sevilla y Jefe de Brigada de Caballería de Cataluña. Detenido y confinado durante todo el Trienio liberal, tras la restauración absolutista es Comandante militar de Málaga y Comandante de la Caballería de la Guardia Real. El 27 de junio de 1825 el Rey le nombra secretario de Despacho de la Guerra, cargo que ocupará durante siete años. A su cese se le nombra Capitán General de Castilla la Nueva.
Con su esposa, Isabel de Mollinedo y de Cáceres, hija de Lorenzo de Mollinedo y de Palacio y Rosa de Cáceres y de Girjalbo, dejaron descendencia de tres hijos:
- María del Carmen de Ibarrola y de Mollinedo, que casó con Don Antonio de Castellví y Shelly, Conde de Carlet, Conde de Castellá y Conde de Villanueva (hijo de Antonio de Padua de Castellví y Fernández de Córdoba y Margarita Shelly de Mackarty). De su matrimonio nacieron Ricardo, Carlos, Enrique, Edmundo y Antonio de Castellví y de Ibarrola.

- Josefa de Ibarrola y de Mollinedo, que casó con Diego Antonio de León y Navarrete, Conde de Belascoáin, Vizconde de Villarrobledo, Marqués de Atalayuelas y virrey de Navarra. y de cuyo matrimonio nació Isabel de León y de Ibarrola, marquesa de las Atalayuelas, marquesa de Guardia Real, marquesa de Zambrano, que casó con Juan Bautista de Ayguavives y de Vassallo, Caballero del Santo Sepulcro, Vizconde de la Encarnada por Real Distinción, natural de Alcanar, Tarragona, e hijo de Juan Bautista de Ayguavives y Fibla de Anglès y Rita de Vassallo y Ruiz de Roldán. De su matrimonio nacieron Alfonso Ildefonso, Milagros, María de las Mercedes, Joaquín Ignacio y Francisco de Asís de Ayguavives y de León.

- Casilda de Ibarrola y de Mollinedo, que casó con Vicente de Pallavicino y Vallés, marqués de Mirasol, barón de Frignani y Frignestani. De su matrimonio nacieron Mª de los Desamparados, Concepción, Josefa y Gonzalo de Pallavicino y de Ibarrola.